# Rossy Noprihanis
Rossy Noprihanis là một cầu thủ bóng đá người Indonesia thi đấu cho Madura United ở Indonesia Soccer Championship.

## Sự nghiệp
Anh lập một hat-trick vào lưới Persiba Balikpapan ngày 7 tháng 7 năm 2013.